# René Müller
Pour les articles homonymes, voir Müller.
René Müller est un footballeur est-allemand et est actuellement entraîneur, né le 11 février 1959 à Leipzig.

## Biographie
En tant que gardien de but, il fut international est-allemand à 46 reprises (1984-1989) pour aucun but.
Il joua au Lokomotive Leipzig, au FC Sachsen Leipzig, au SG Dynamo Dresde et au FC Sankt Pauli. Il remporta trois coupes de RDA, fut finaliste en 1987 de la Coupe d'Europe des vainqueurs de coupe de football, battu en finale par l'Ajax Amsterdam (0-1).
En 1986 et en 1987, il fut honoré du titre de Footballeur est-allemand de l'année.
Il entama une carrière d'entraîneur dans des clubs modestes et a été l'entraîneur de la réserve du 1. FC Nuremberg jusqu'au 11 avril 2011.

## Palmarès

### En tant que joueur
- Coupe d'Allemagne de l'Est de football
  - Vainqueur en 1981, en 1985 et en 1986
  - Finaliste en 1977
- Coupe d'Europe des vainqueurs de coupe de football
  - Finaliste en 1987
- Championnat d'Allemagne de football D2
  - Vice-champion en 1995
- Championnat de RDA de football
  - Vice-champion en 1986 et en 1988
- Footballeur est-allemand de l'année
  - Vainqueur en 1986 et en 1987

### En tant qu'entraîneur
- Regionalliga Sud
  - Vice-champion en 2004